# قلعه قهقه
قلعه قهقه مربوط به دوره ساسانیان - دوران پس از اسلام و در شهرستان راور در استان کرمان، روستای ده شیب واقع شده است.

این اثر در تاریخ ۱ فروردین ۱۳۴۵ با شمارهٔ ثبت ۴۹۸ به‌عنوان یکی از آثار ملی ایران به ثبت رسیده است.